# Edmundo Jacobo Molina
Edmundo Jacobo Molina (Hermosillo, Sonora; 10 de diciembre de 1955) es un filósofo, profesor, investigador, escritor y funcionario mexicano. Se desempeñó como secretario ejecutivo del Instituto Nacional Electoral, desde el 11 de abril de 2014 hasta el 3 de abril de 2023, durante la presidencia de Lorenzo Córdova.

## Estudios
Licenciado en Filosofía por la Universidad de Guanajuato, donde ha sido profesor, Jefe de Capacitación del Instituto Mexicano del Petróleo y profesor de la Universidad Autónoma de Baja California. Se ha desempeñado en la Universidad Autónoma Metropolitana, unidad Azcapotzalco, como jefe del área de investigación Estado y Política Económica del Departamento de Economía, Coordinador del Tronco General de Asignaturas de la División de Ciencias Sociales y Humanidades, Jefe del Departamento de Economía, Director de Planeación y Desarrollo Institucional y Rector de dicha Unidad, así como Secretario General de la UAM.

## Destitución
Inicialmente fue destituido en el 2 de marzo de 2023 con la promulgación del Plan B, nombre que el gobierno de Andrés Manuel López Obrador dio al decreto por el que se reforman, adicionan y derogan diversas disposiciones de la Ley General de Instituciones y Procedimientos Electorales, de la Ley General de Partidos Políticos, de la Ley Orgánica del Poder Judicial de la Federación y se expide la Ley General de los Medios de Impugnación en Materia Electoral. No obstante, le fue otorgado un amparo a partir del 12 de marzo de 2023, en contra del artículo 17 transitorio del “Plan B”, que estipulaba la desaparición de su puesto. Asimismo, el Tribunal Electoral del Poder Judicial de la Federación determinó la inaplicación del artículo 17 transitorio del Plan B, el cual ordenaba el cese de Edmundo Jacobo como secretario del INE lo que lo restituía inmediatamente en el cargo.
El 28 de marzo de 2023 informó sobre la presentación de su renuncia irrevocable con efectos al 3 de abril de 2023, tras cerca de 15 años en el cargo.

## Obras publicadas
- La reestructuración del poder económico y sus condicionantes
- La evaluación universitaria. El caso de la Universidad Autónoma Metropolitana
- Educación Superior en México: la experiencia de la Universidad Autónoma Metropolitana